# Tommy Smart
Tommy Smart (Londra, 20 settembre 1896 – Warley, 10 giugno 1968) è stato un calciatore inglese, di ruolo difensore.

## Carriera
Ha militato per quattordici stagioni nell'Aston Villa.